# Gruppo Sportivo Motori Alimentatori Trasformatori Elettrici Roma 1943-1944
Questa voce raccoglie le informazioni riguardanti la Motori Alimentatori Trasformatori Elettrici Roma nelle competizioni ufficiali della stagione 1943-1944.

## Rosa
| N. |                   | Ruolo | Calciatore          |
| -- | ----------------- | ----- | ------------------- |
|    | Italia (bandiera) | P     | Massarelli          |
|    | Italia (bandiera) | P     | Gervasi             |
|    | Italia (bandiera) | D     | Laici               |
|    | Italia (bandiera) | D     | Enrico Pieri I      |
|    | Italia (bandiera) | D     | Fulvio Bernardini   |
|    | Italia (bandiera) | D     | Bertini             |
|    | Italia (bandiera) | C     | Fernando Longobardi |
|    | Italia (bandiera) | C     | Romolo Sforza       |
|    | Italia (bandiera) | C     | Giovanni Battioni   |
|    | Italia (bandiera) | C     | Nicola Pieri (II)   |
|    | Italia (bandiera) | C     | Pieri V             |

| N. |                   | Ruolo | Calciatore               |
| -- | ----------------- | ----- | ------------------------ |
|    | Italia (bandiera) | C     | Rota                     |
|    | Italia (bandiera) | C     | Balilla Lombardi         |
|    | Italia (bandiera) | C     | Alberto Bruni            |
|    | Italia (bandiera) | A     | Bruno Pisani             |
|    | Italia (bandiera) | A     | Marcello Pieri (III)     |
|    | Italia (bandiera) | A     | Guaglieri                |
|    | Italia (bandiera) | A     | Luigi Vettraino          |
|    | Italia (bandiera) | A     | Giovvannini              |
|    | Italia (bandiera) | A     | Villari                  |
|    | Italia (bandiera) | A     | Cesare Augusto Fasanelli |